# Guineaxonopsis
Guineaxonopsis är ett släkte av kvalster. Guineaxonopsis ingår i familjen Mideopsidae.
Kladogram enligt Catalogue of Life:
| Guineaxonopsis | \| \| Guineaxonopsis confusus \| \| \| \| \| \| Guineaxonopsis ramsayi \| \| \| \| \| \| Guineaxonopsis serratipalpis \| \| \| \| |
|                | \| \| Guineaxonopsis confusus \| \| \| \| \| \| Guineaxonopsis ramsayi \| \| \| \| \| \| Guineaxonopsis serratipalpis \| \| \| \| |
|                | Horreolanus |
|                | |
|                | Kuschelacarus |
|                | |
|                | Mideopsis |
|                | |
|                | Nudomideopsis |
|                | |
|                | Paramideopsis |
|                | |
|                | Xystonotus |
|                | |
|                | Guineaxonopsis confusus |
|                | |
|                | Guineaxonopsis ramsayi |
|                | |
|                | Guineaxonopsis serratipalpis |
|                | |

|  | Guineaxonopsis confusus      |
|  |                              |
|  | Guineaxonopsis ramsayi       |
|  |                              |
|  | Guineaxonopsis serratipalpis |
|  |                              |